# Konstantyn Mohyła
Konstantyn Mohyła (rum. Constantin Movilă; zm. 1612) – hospodar Mołdawii w latach 1606 i 1607–1611 z rodu Mohyłów.
Był synem hospodara Jeremiego Mohyły. W 1599 nadano mu Hubarów, Rożniów, Doch i Uście, przyznając polski indygenat.
Objął tron mołdawski po śmierci ojca w 1606, bardzo szybko został jednak z niego usunięty przez swego stryja i bliskiego współpracownika ojca, Szymona Mohyłę. Powrócił na tron po śmierci tego ostatniego, pokonawszy syna Szymona, Michała z pomocą polskich magnatów (swych szwagrów: Samuela Koreckiego, Michała Wiśniowieckiego i Stefana Potockiego). W 1608 uzyskał zatwierdzenie na tronie hospodarskim przez Wysoką Portę, jednak już w 1611 został usunięty przez Turków na rzecz Stefana Tomșy II. W 1612 próbował odzyskać tron (znowu z pomocą polską), jednak został pokonany w bitwie pod Sasowym Rogiem i wraz ze Stefanem Potockim dostał się do niewoli tatarskiej. Miał utonąć w drodze na Krym. Tron mołdawski zdołał odzyskać jednak kilka lat później jego brat, Aleksander Mohyła.